# Тененет
Тененет (егип. ṯnn.t) — богиня города Гермонта в египетской мифологии. Жена Монту, связана с Себеком. Изображалась в виде голой женщины с фаллосом, отождествлялась с Рат-тауи.
Тененет являлась богиней деторождения и покровительницей матерей. Как супруга бога Монту известна со времён Среднего царства из сообщений, обнаруженных в Мадамуте и Гермополисе. Изображалась в человеческом облике с уреем на налобной повязке, так как эта богиня при рождении фараонов обеспечивала для них в будущем неограниченные ничем во времени возможности. Также иногда выступала в виде львицы с солнечным диском Атона или змееобразная и символом урея-кобры.
В древнеегипетской мифологии образ Тененет соединялся в почитании таких богинь, как Хатор, Сохмет, Сопдет, Мут, Вадет, Нехбет, Иунит и Рат-тауи. Этой богине поклонялись в храмах Эдфу, Эсны, Карнака и Дендеры, а также в Фивах. Была богиней 29 дня в третьем шему-месяце древнеегипетского календаря.

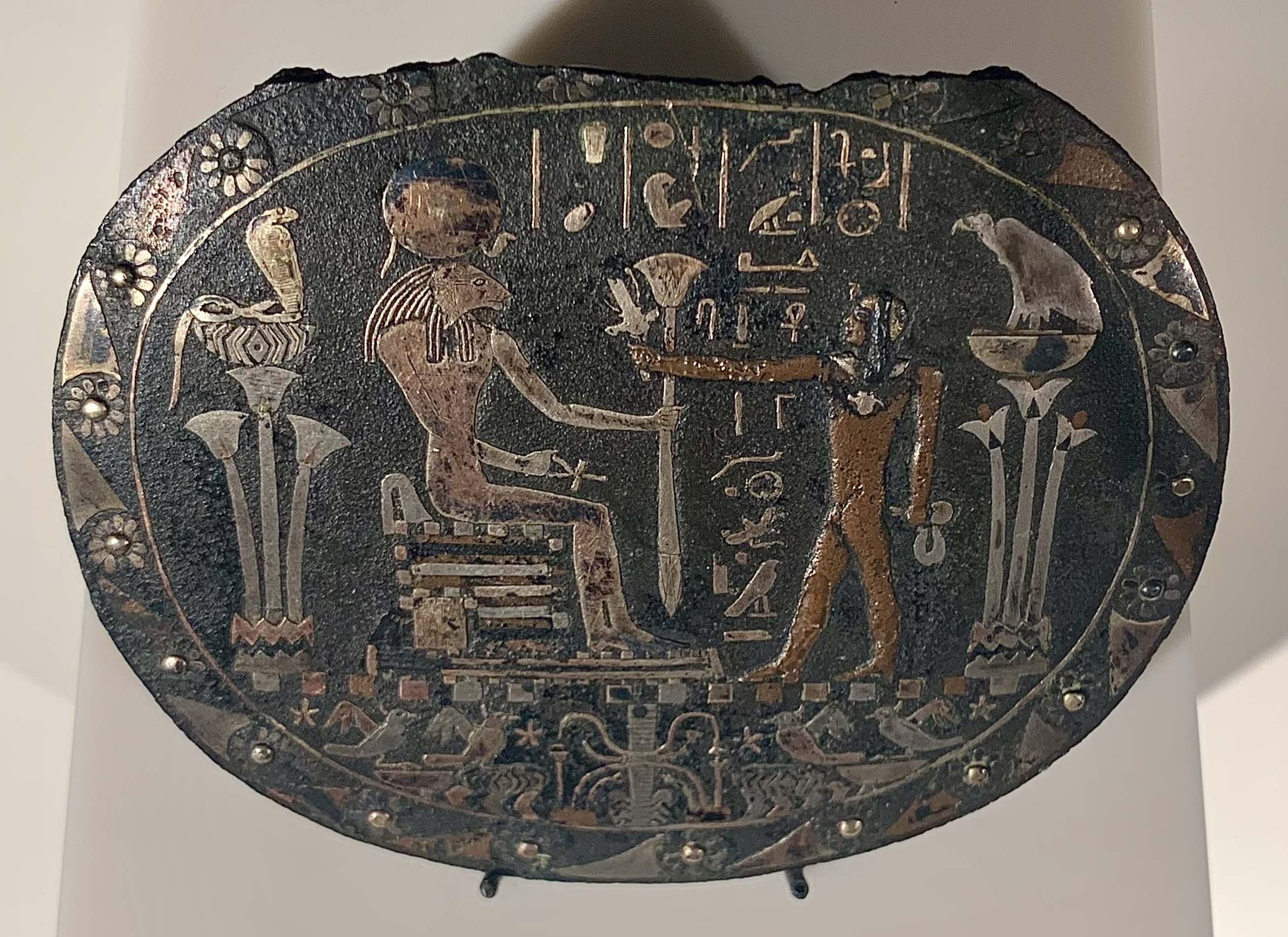
Изображение богини Тененет. ок. 870 года до н. э., Египетский музей Берлина